# Plagiotrochus cardiguensis
Plagiotrochus cardiguensis är en stekelart som först beskrevs av Tavares 1928.  Plagiotrochus cardiguensis ingår i släktet Plagiotrochus och familjen gallsteklar. Inga underarter finns listade i Catalogue of Life.